# Покчинське сільське поселення
Покчи́нське сільське поселення (рос. Покчинское сельское поселение) — муніципальне утворення у складі Троїцько-Печорського району Республіки Комі, Росія. Адміністративний центр — село Покча.

## Населення
Населення — 442 особи (2017, 594 у 2010, 823 у 2002, 1153 у 1989).

## Склад
До складу поселення входять такі населені пункти:
| Населений пункт  | Населення, осіб (1989) | Населення, осіб (2002) | Населення, осіб (2010) |
| ---------------- | ---------------------- | ---------------------- | ---------------------- |
| Покча, село      | 375                    | 367                    | 312                    |
| Русаново, селище | 718                    | 424                    | 262                    |
| Скаляп, присілок | 60                     | 32                     | 20                     |